# William Wirt Winchester
William Wirt Winchester (Baltimore, 22 de junho de 1837 – New Haven, 7 de março de 1881) foi o tesoureiro da Winchester Repeating Arms Company, posição que manteve até sua morte em 1881. 
Era filho de Oliver Winchester, fundador da companhia que fabricava os rifles de repetição Winchester. Casou-se com Sarah Lockwood Pardee em 1862, e após a morte de seu pai em 1880 recebeu como herança todas as ações da empresa que pertenciam a ele. William morreu de tuberculose um ano depois. Deixou todos os bens para sua esposa que, com o dinheiro, viria a construir a Winchester Mystery House.